# Io (Mond)
Io (auch Jo; systematische Bezeichnung: Jupiter I) ist der innerste der vier großen Monde des Planeten Jupiter. Mit einem Durchmesser von 3643 km ist Io der drittgrößte Mond Jupiters und der viertgrößte Mond des Sonnensystems.
Bekannt wurde Io durch die erste Messung der Lichtgeschwindigkeit durch Ole Rømer im Jahr 1676 mittels der Beobachtung der Verfinsterungszeiten des Mondes in Abhängigkeit von der Entfernung Jupiters zur Erde.
Ios Besonderheit ist ein ausgeprägter Vulkanismus, worin sie alle anderen Körper des Sonnensystems übertrifft.

## Entdeckung und Benennung
Io wurde im Jahre 1610 von Galileo Galilei mithilfe eines relativ einfachen Fernrohrs entdeckt. Weil er alle vier großen Monde (Io, Europa, Ganymed und Kallisto) entdeckt hat, werden diese auch als die Galileischen Monde bezeichnet.
Benannt wurde der Mond nach Io, in der griechischen Mythologie eine Geliebte des Zeus (Zeus entspricht dem römischen Jupiter). Io ist daher – wie die Venus – weiblich („die Io“). Obwohl der Name Io bereits kurz nach der Entdeckung von Simon Marius vorgeschlagen worden war, konnte er sich lange Zeit nicht durchsetzen. Erst Mitte des 20. Jahrhunderts kam er wieder in Gebrauch. Bis dahin wurden die Galileischen Monde üblicherweise mit römischen Ziffern bezeichnet; dabei war Io der Jupitermond I.
Io ist kein offizielles oder allgemein verwendetes astronomisches Symbol zugeordnet (wie auch sonst keinem Trabanten außer dem Erdmond).

## Umlaufbahn und Rotation

Kinematisches Schema der Bahnresonanzen von Io mit Europa und Ganymed

Io umkreist Jupiter in einem mittleren Abstand von 421.600 Kilometern in 1 Tag, 18 Stunden und 27,6 Minuten. Die Bahn weist eine numerische Exzentrizität von 0,004 auf und ist um 0,04 Grad gegenüber der Äquatorebene des Jupiter geneigt.
Io rotiert in 1 Tag 18 Stunden und 27,6 Minuten um die eigene Achse und weist damit, wie der Erdmond und die übrigen Galileischen Jupitermonde, eine gebundene Rotation auf.

## Physikalische Eigenschaften
Io besitzt einen mittleren Durchmesser von 3643,2 Kilometern und hat eine relativ hohe Dichte von 3,56 g/cm3. Sie weist damit eine etwas höhere Dichte und einen etwas größeren Durchmesser als der Erdmond auf.
Im Gegensatz zu den anderen Galileischen Monden findet sich auf Io so gut wie kein Wasser. Dies könnte darauf zurückzuführen sein, dass Jupiter in der Frühzeit seiner Entstehung hohe Temperaturen aufwies, die Wasser und andere flüchtige Stoffe auf dem innersten Mond entweichen ließen.
Ios Albedo beträgt 0,61, das heißt, 61 % des einfallenden Sonnenlichts werden von der Oberfläche reflektiert. Die Oberflächentemperatur beträgt im Durchschnitt −143 °C.
Vor den Missionen der unbemannten Raumsonden war die Wissenschaft davon überzeugt, dass die Galileischen Monde von Kratern übersäte Körper ähnlich dem Erdmond seien. Anhand der Anzahl und Verteilung der Krater sollten Rückschlüsse auf das Alter der Monde gezogen werden. Als die Sonden Voyager 1 und Voyager 2 erstmals detaillierte Aufnahmen zur Erde sandten, war man überrascht, dass die Monde ein gänzlich anderes Aussehen zeigten. Der Grund hierfür ist der Vulkanismus auf Io; aktiven Vulkanismus kannte man zuvor nur von der Erde.

### Oberfläche

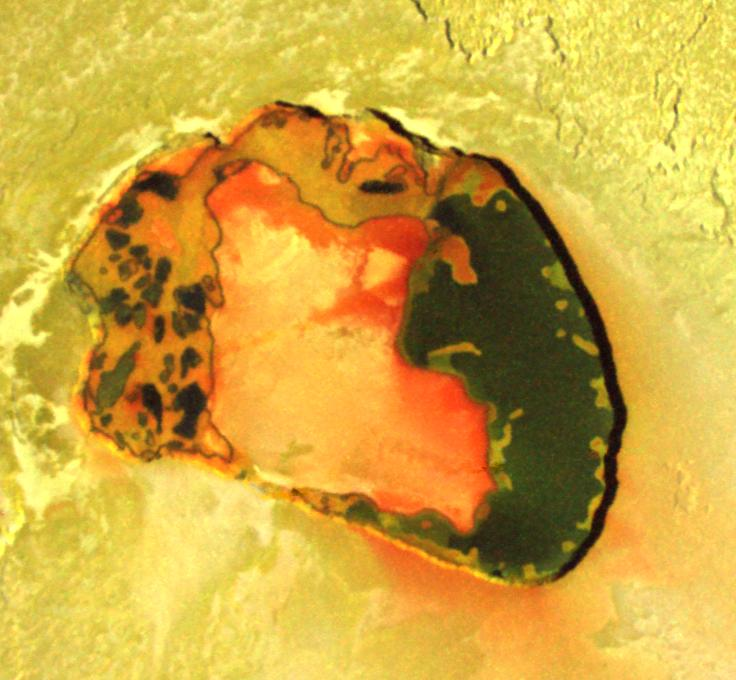
Tupan Patera, ein vulkanischer Schlot von 75 km Durchmesser, gefüllt mit flüssigem Schwefel (Galileo)

Ios Oberfläche hat ein Alter von nur wenigen Millionen Jahren und ist permanenten Veränderungen unterworfen. Sie ist im Wesentlichen sehr eben, mit Höhenunterschieden von weniger als einem Kilometer, aber es gibt auch Berge von bis zu neun Kilometern Höhe, die nicht vulkanischen Ursprungs sind und vermutlich durch tektonische Prozesse entstehen. Vergleiche der Bilder der Voyagersonden und der 20 Jahre jüngeren Bilder der Galileo-Sonde deuten auch auf schnelle Verfallsprozesse hin, die bereits in diesem kurzen Zeitraum sichtbar sind.
Die markantesten Strukturen der Oberfläche sind jedoch hunderte vulkanischer Calderen, die im Durchmesser bis zu 400 Kilometer groß und teilweise mehrere Kilometer tief sind. Daneben gibt es auch zahlreiche Seen aus geschmolzenem Schwefel. Die Ablagerungen von Schwefel und seinen Verbindungen weisen ein breites Spektrum an Farbtönen auf, die dem Mond ein ungewöhnlich buntes Erscheinungsbild verleihen.
Weiterhin erstrecken sich Lavaflüsse einer niedrigviskosen Flüssigkeit über mehrere hundert Kilometer hinweg. Auswertungen der Voyagerdaten ließen vermuten, dass die Lavaflüsse überwiegend aus Schwefel und Schwefelverbindungen zusammengesetzt sind. Dagegen zeigen erdgestützte Infrarotuntersuchungen sogenannte Hot Spots mit Temperaturen bis zu 2000 K. Dies ist viel zu heiß für geschmolzenen Schwefel. Möglicherweise bestehen die Lavaflüsse aus geschmolzenen Silikaten. Aktuelle Beobachtungen des Hubble-Weltraumteleskops weisen darauf hin, dass das Material reich an Natrium ist.

### Vulkanismus

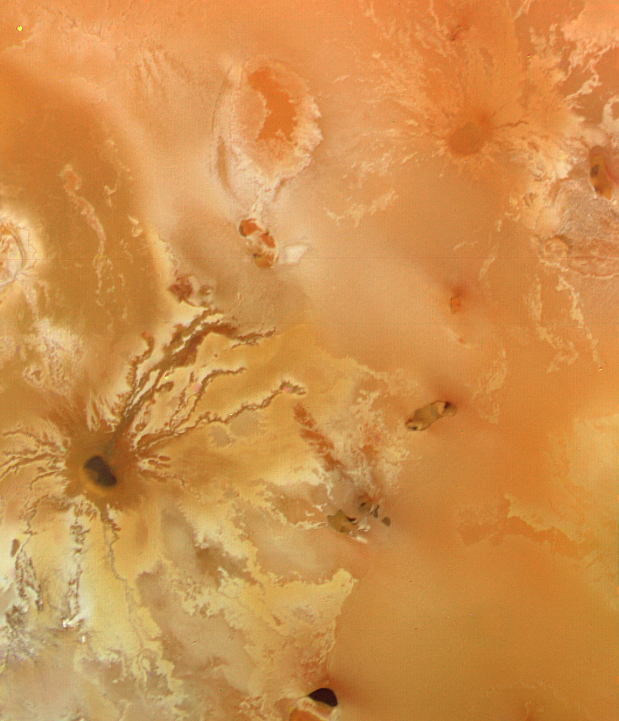
Vulkan Ra Patera (Voyager 1, 1979)

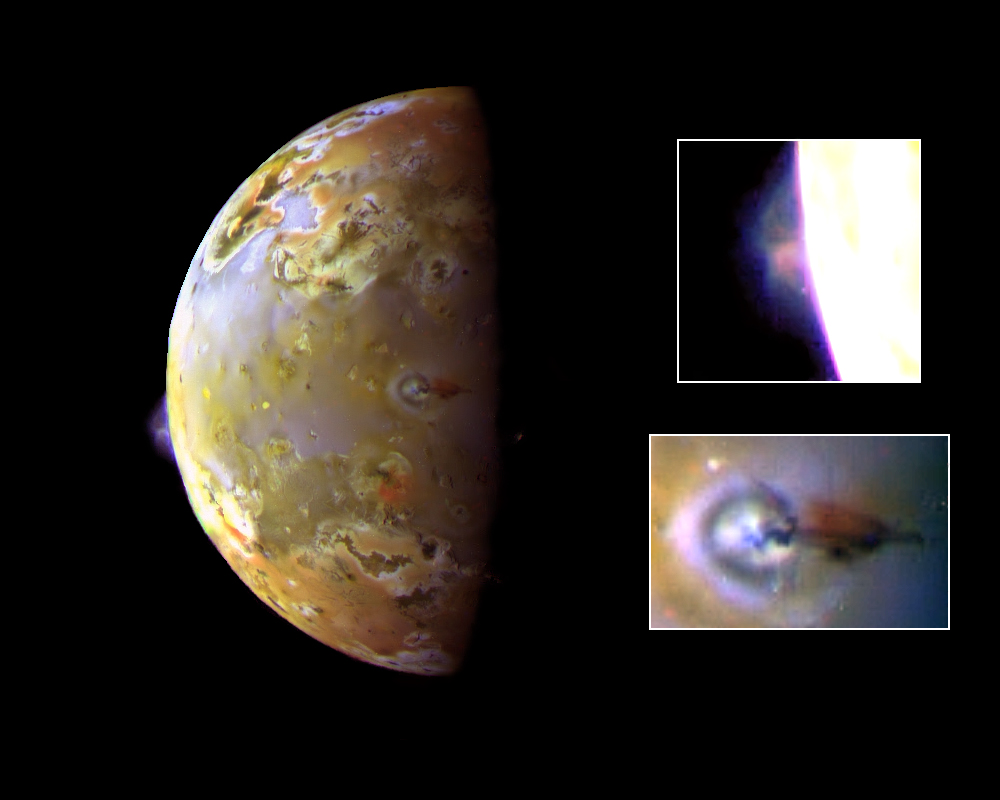
Zwei große vulkanische Eruptionen: Die links am Horizont sichtbare hat eine Höhe von 140 km, die rechts unten vergrößerte eine von 75 km (Galileo, 1997)

330 km hohe Eruptionswolke des Vulkans Tvashtar (New Horizons, 28. Februar 2007)

Ios Oberfläche weist so gut wie keine Impaktkrater auf, vielmehr ist sie von aktivem Vulkanismus geprägt und ständigen Veränderungen unterworfen. Io ist mit Abstand der vulkanisch aktivste Körper im ganzen Sonnensystem.
Bei Eruptionen werden flüssiger Schwefel und Schwefeldioxid mit Geschwindigkeiten bis zu 1 km/s und Temperaturen von 1000 bis 1300 °C ausgestoßen, die aufgrund der geringen Schwerkraft bis in 300 Kilometer Höhe gelangen können. Die Materialien fallen zurück auf die Oberfläche und bilden mächtige Ablagerungen.
Der Vulkanismus wurde erstmals 1979 auf fotografischen Aufnahmen der Raumsonde Voyager 1 nachgewiesen, die seinerzeit großes Aufsehen erregten, da dies die erste Entdeckung von aktivem Vulkanismus auf einem anderen Himmelskörper als der Erde war. Die Eruptionen variieren sehr stark. Bereits über einen Zeitraum von nur vier Monaten, die zwischen der Ankunft von Voyager 1 und Voyager 2 vergangen waren, konnte festgestellt werden, dass Eruptionen in bestimmten Bereichen zum Erliegen gekommen waren, während an anderen Stellen neue begonnen hatten. Die Ablagerungen rund um die vulkanischen Krater hatten sich ebenfalls deutlich verändert.
Durch den Vergleich mit den 20 Jahre später aufgenommenen Bildern der Galileo-Sonde ist erkennbar, dass die permanenten Vulkanausbrüche die Oberfläche von Io durch Ablagerungen von ausgeworfenem Material ständig verändern. Io weist die planetologisch jüngste Oberfläche im Sonnensystem auf. Ihr Alter wird auf etwa 10 Millionen Jahre geschätzt. Daher sind auch kaum Einschlagskrater zu erkennen, da diese durch die planetologischen Prozesse eingeebnet werden.
Die vulkanische Aktivität wird durch Gezeitenkräfte verursacht, die den Mond regelrecht durchkneten und dadurch aufheizen. Allein die Gezeitenkräfte des Jupiter auf Io sind mehr als 6000-mal stärker als die des Erdmondes auf die Erde. Die zusätzlichen Gezeitenkräfte von Europa und Ganymed liegen noch immer in der Größenordnung der des Mondes auf die Erde. Durch die gebundene Rotation von Io ist jedoch nicht die absolute Stärke der Gezeitenkräfte des Jupiter entscheidend, sondern nur ihre Änderung. Io wird durch einen Resonanzeffekt mit den Monden Europa und Ganymed, deren Umlaufzeiten im Verhältnis 1:2:4 zueinander stehen, auf eine leicht elliptische Bahn um Jupiter gezwungen, sodass die Variation der Gezeitenkräfte des Jupiter allein durch die Variation des Abstandes noch 1000-mal so groß ist wie der Einfluss der Gezeitenwirkung des Mondes auf die Erde. Durch die elliptische Umlaufbahn schwankt Jupiter aus der Sicht eines Beobachters auf Io während eines Umlaufs am Himmel zusätzlich leicht hin und her. Aufgrund des geringen Abstandes zu Jupiter führt diese Libration in Länge des Satelliten zu periodisch wandernden Gezeitenbergen von bis zu etwa 300 Metern Höhe. Die entsprechenden Deformationen der Erdkruste betragen lediglich 20 bis 30 Zentimeter. Wenn die Umlaufbahn von Io kreisförmig wäre, dann wären ihre Gezeitenberge unbewegt und es gäbe auf ihr keinen Vulkanismus.
Bedeutende Vulkanberge sind der Culann Patera, der Tupan Patera, der Ra Patera und der Loki Patera. Andere benannte eruptive Formationen sind etwa Marduk, Pele oder Prometheus.

### Innerer Aufbau

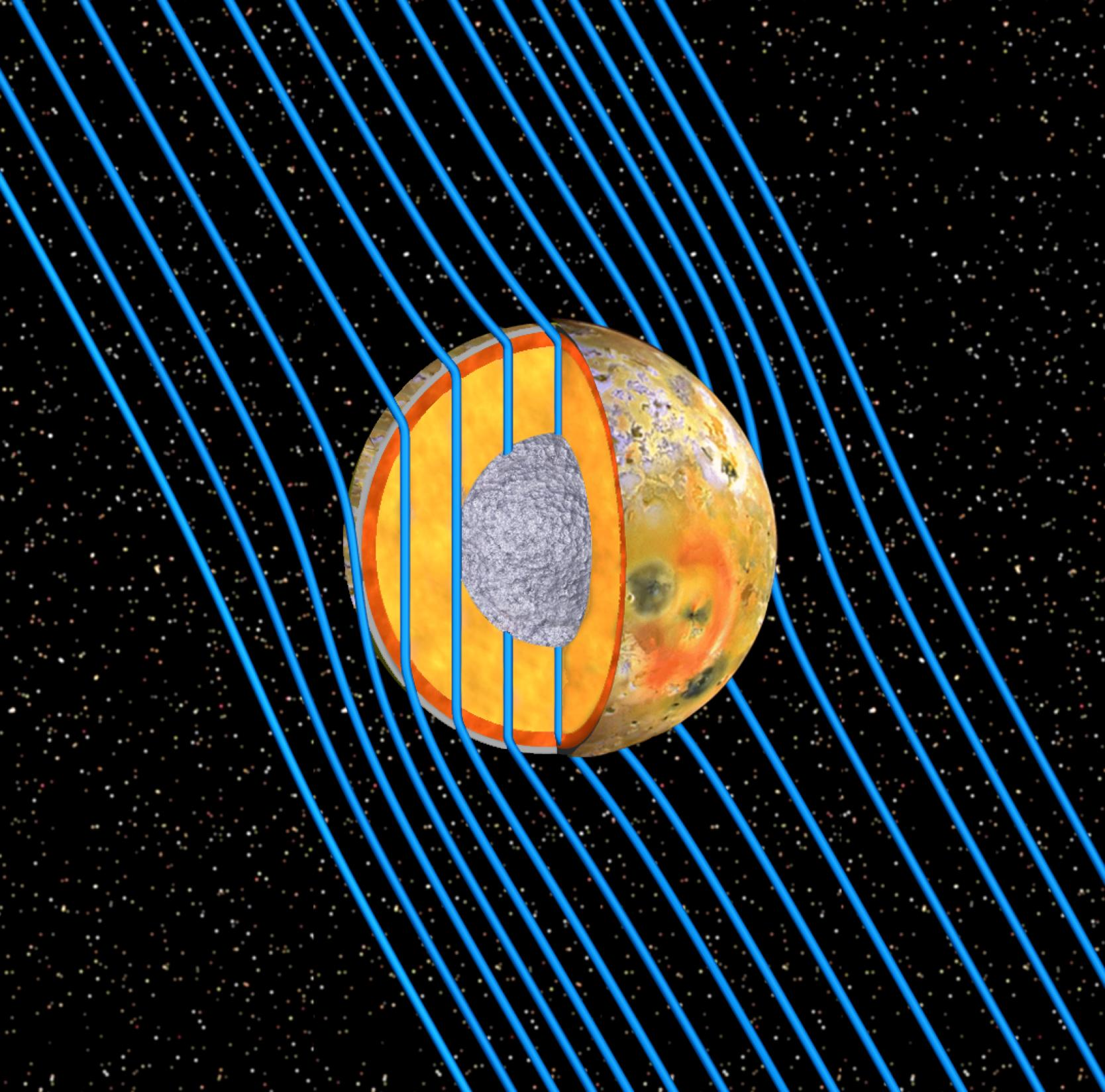
Jupiters Magnetfeldlinien gehen durch Io mit der Magmaschicht unter der Kruste (Kruste: grau; Magmaschicht: rötlich).

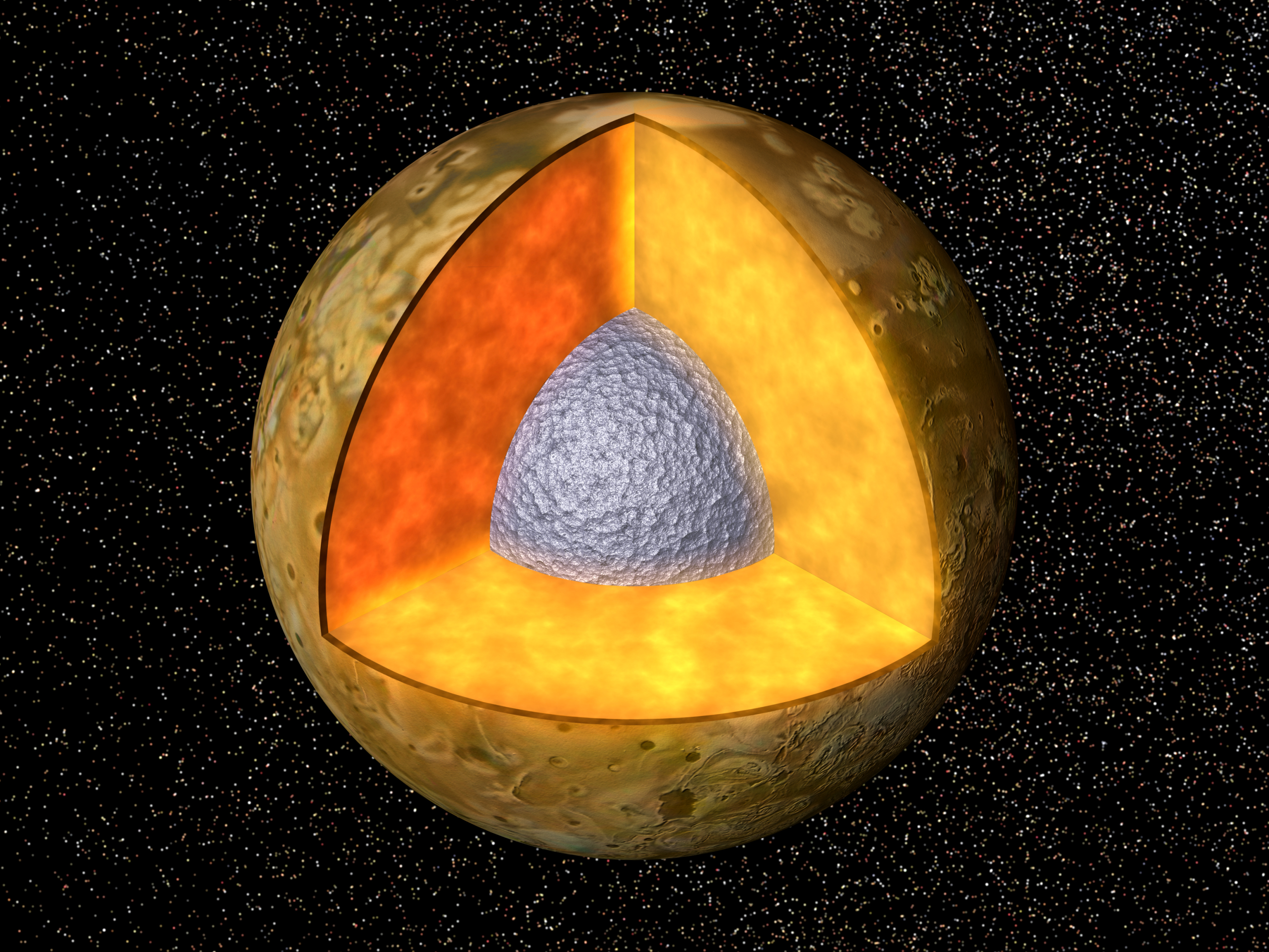
Innerer Aufbau: Metallischer Kern aus Eisen oder Nickel; der Mantel aus Gestein oder einer Silicatschicht erstreckt sich bis an die Oberfläche (Magmaschicht nicht dargestellt).

Anders als die Eismonde des äußeren Sonnensystems scheint Io (wie auch Europa) daher eher wie die terrestrischen (erdähnlichen) Planeten überwiegend aus silikatischem Gestein aufgebaut zu sein. Daten der Raumsonde Galileo lassen darauf schließen, dass Io einen Kern aus Eisen, eventuell mit Anteilen an Eisensulfiden, von mindestens 900 Kilometern Durchmesser besitzt. Bei der erneuten Auswertung von Daten der Raumsonde Galileo entdeckten Forscher, dass Io unter der gesamten Oberfläche Magma, das zu 20 % geschmolzen ist, in einer 50 km dicken Schicht besitzt.

## Atmosphäre
Io besitzt eine äußerst schwache Atmosphäre, die sich aus Schwefeldioxid und möglicherweise Spuren anderer Gase zusammensetzt und 120 km in die Höhe reicht. Der Druck an der Oberfläche ist kleiner als ein Milliardstel Bar. Während der zwei Stunden im Schatten des Jupiter, in denen Io auf ihrem Umlauf kein Sonnenlicht empfängt, erstarrt die Atmosphäre zu einer weniger als 1 Millimeter starken Schicht aus gefrorenem Schwefeldioxid, bis die einsetzende Wärmewirkung der Sonne es wieder verdampft.
Die 700 Kilometer hoch reichende Ionosphäre besteht aus Schwefel-, Sauerstoff- und Natriumionen. Sie wird durch die vulkanische Aktivität ständig erneuert, sodass der durch die Wechselwirkung mit der Magnetosphäre des Jupiter entstehende Teilchenverlust ausgeglichen wird.

## Magnetfeld und Strahlung
Io bewegt sich auf ihrer Bahn durch das starke Magnetfeld des Jupiter, wodurch elektrische Ströme induziert werden. Unter diesen Bedingungen werden hauptsächlich Schwefel- und Sauerstoffatome in der oberen Atmosphäre ionisiert und in den Weltraum geschleudert. Io erleidet durch diesen Partikelstrom einen Masseverlust von mehreren Tonnen pro Sekunde.
Die Ionen bilden längs Ios Bahn einen Torus um Jupiter, der extrem ultraviolette Strahlung emittiert. Partikel, die durch den Sonnenwind aus dem Torus fortgerissen werden, könnten mitverantwortlich für Jupiters ungewöhnlich ausgedehnte Magnetosphäre sein.
Die Ionen werden in der Jupitermagnetosphäre derart stark beschleunigt, dass die dadurch entstehende Strahlung die derzeit (2011) strahlungssicherste Elektronik einer Raumsonde lahmlegen würde. Die Strahlungsleistung der so induzierten Polarlichter beträgt etwa 100 Terawatt.
Außerdem bildet sich nach demselben Mechanismus, durch den auch die Polarlichter entstehen, unterhalb von Io in der Jupiteratmosphäre eine Leuchterscheinung, die eine Leuchtspur nach sich zieht. Warum dem Leuchtpunkt weitere, schwächere Leuchtpunkte voraneilen, ist bisher physikalisch nicht erklärt.
Die Position von Io beeinflusst sehr stark die Aussendung der vom Jupitersystem abgestrahlten Radiowellen (Jupiter-Bursts). Wenn Io von der Erde aus sichtbar ist, steigt die Intensität der Radiostrahlung deutlich an. Spekulationen über ein eigenes Dipolfeld von Io, wie es der Jupitermond Ganymed besitzt, wurden durch die Raumsonde Galileo widerlegt.

## Erkundung durch Sondenmissionen

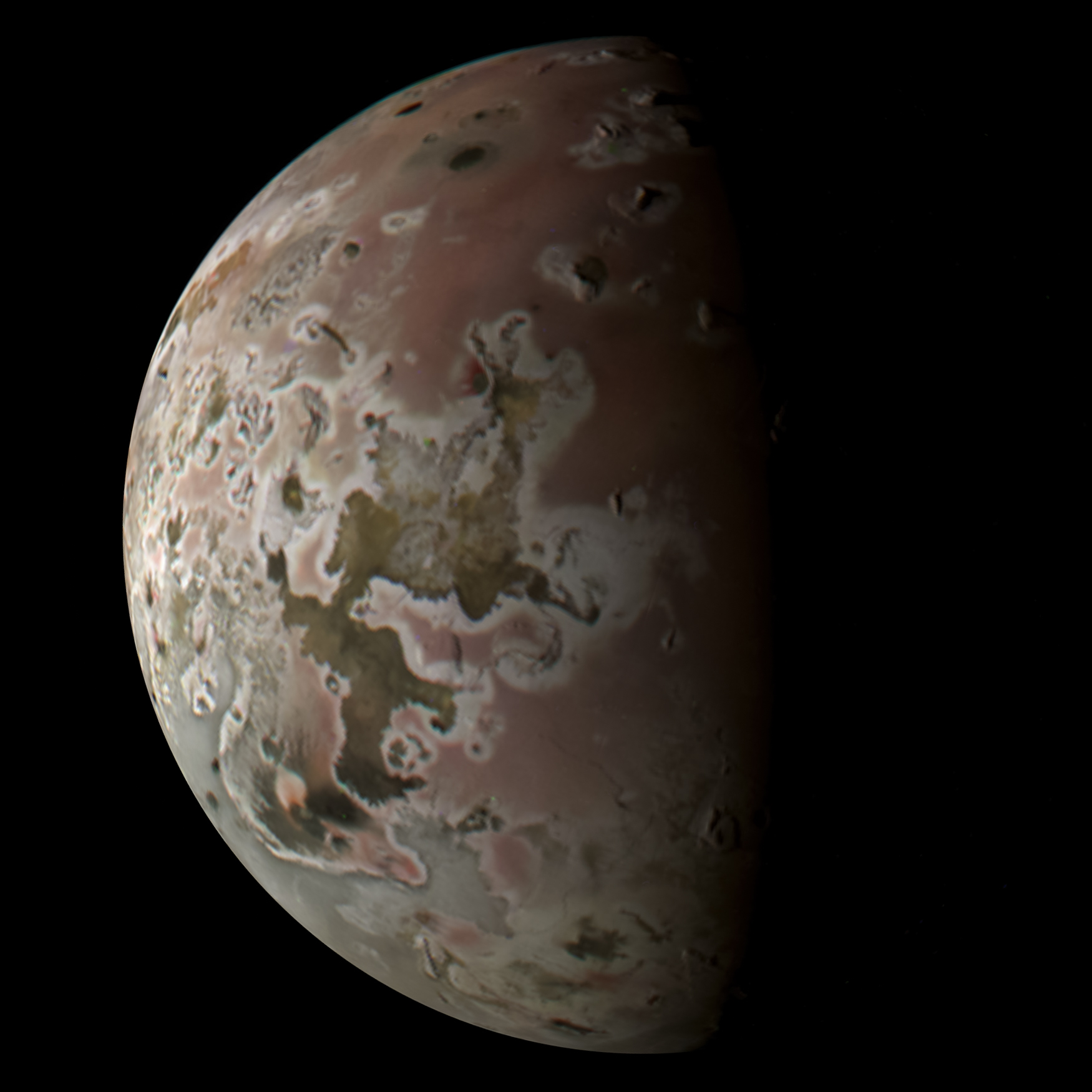
Aufnahme von Io durch Juno bei einem Swing-by-Manöver, 2023

Die Erkundung von Io durch Raumsonden begann in den Jahren 1973 und 1974 mit den Jupiter-Vorbeiflügen von Pioneer 10 und Pioneer 11. 1979 konnten Voyager 1 und Voyager 2 erstmals genauere Beobachtungen des Mondes vornehmen. Der Großteil unseres Wissen über Io stammt jedoch vom Galileo-Orbiter, welcher 1995 das Jupitersystem erreichte und während der darauf folgenden acht Jahre mehrere nahe Vorbeiflüge am Jupitermond vollführte. Auf ihrem Weg zum Zwergplaneten Pluto flog am 28. Februar 2007 die Raumsonde New Horizons am Jupiter und seinen vier großen Monden vorbei. Dabei wurde unter anderem auch Io beobachtet, wo ein Vulkanausbruch mittels Fotoserie dokumentiert werden konnte.
Am 5. August 2011 ist die NASA-Sonde Juno gestartet, die Jupiter und seine Magnetosphäre aus einer polaren Bahn erforschen sollte. Sie schwenkte am 5. Juli 2016 in eine Umlaufbahn um den Planeten ein. Sie ist geeignet, auch Io zu fotografieren, wenn auch mit schlechterer Auflösung, da Io kein eigentliches Missionsziel ist.
Für das Jahr 2020 hatten die NASA und die ESA die gemeinsame Europa Jupiter System Mission/Laplace vorgeschlagen, welche mindestens zwei Orbiter vorsah, die jeweils in einen Orbit um Europa und Ganymed eintreten sollen und das gesamte Jupitersystem, einschließlich Io, mit einem revolutionären Tiefgang erforschen sollten.
Die NASA strich jedoch ihren Anteil am Projekt. Die ESA wird mit ihrem nun JUICE genannten Orbiter zur Erforschung von Ganymed und Kallisto auch an Europa vorbeifliegen. Vorbeiflüge an Io stehen nicht auf dem Flugplan von JUICE.
Ferner existiert eine Studie für eine Io Observer genannte Sonde, die Io bei mehreren dichten Vorbeiflügen erforschen könnte. Ob sie verwirklicht wird, steht jedoch nicht fest.